# 馬仙琕
馬仙琕（5世纪—516年），字灵馥，扶風郡郿县（今陕西眉县）人，南朝齊、南朝梁軍事人物。南朝宋冠军司马馬伯鸞之子。
馬仙琕幼名仙婢，成年以「婢」字不典，女旁改玉旁，取「琕」字为仙琕。年幼时以勇敢知名。父亲去世服喪，哀毀过礼，負土成坟，手植松柏。初任郢州主簿，转任武騎常侍。为小将，随南齊安陸王蕭緬。蕭緬去世，跟随齐明帝。永元年間，蕭遙光、崔慧景作乱，馬仙琕有战功，官至前将軍，出任龍驤将軍、南汝陰譙二郡太守。寿陽陷落，北魏王肃来侵，馬仙琕率领少数兵马力战，以功转任寧朔将軍、豫州刺史。
蕭衍起兵，命马仙琕旧友姚仲賓来劝说他，馬仙琕在軍中斬杀姚仲賓。蕭衍率軍東下至新林，马仙琕在江北持兵監督水運。建康陷落，马仙琕解除武装归顺蕭衍。马仙琕母亲去世，蕭衍知其家貧，给他赙祭之礼甚厚。马仙琕于是号泣，誓命報恩。
505年（天监四年），梁武帝蕭衍北伐，马仙琕每战，勇冠三军，当其冲者，莫不摧破。担任輔国将軍、宋安安蛮二郡太守，转任南義陽郡太守。連破山中少数民族，郡境治安恢复。以功封浛洭县伯，邑四百户，转任都督司州諸軍事、司州刺史，輔国将軍如故，受号貞威将軍。
508年（天监七年），北魏懸瓠城民白早生殺害豫州刺史司馬悦降梁，武帝派遣馬仙琕，会同直閤将軍武会超、马广率众救援。马仙琕進駐楚王城，副将齐苟儿以兵二千助守懸瓠。北魏中山王元英率兵十万攻打懸瓠，马仙琕派遣武会超、马广守卫三关。十二月，元英攻下懸瓠，擒获齐苟儿。再破马广，生擒马广送洛陽。马仙琕不能相救援，武会超相次撤退，魏軍占据三关。马仙琕召還后以战敗問罪，为雲騎将軍。出为豫章王蕭綜属下仁威司馬。511年（天监十年），蕭綜担任雲麾将軍、郢州刺史，马仙琕为雲麾司馬，加振遠将軍。
朐山民殺害琅邪郡太守劉晣，归降北魏、武帝命馬仙琕出击北魏。北魏徐州刺史盧昶率兵十数万作为援軍，馬仙琕交战得胜（朐山之战）。馬仙琕凱旋建康，转任太子左衛率，進爵为侯。512年（天监十一年），转任持節、督豫北豫霍三州諸軍事、信武将軍、豫州刺史，兼南汝陰郡太守。在合肥四年，于官任上去世。追贈左衛将軍，谥号剛。其子馬岩夫嗣爵。

## 延伸阅读
[在维基数据编辑]
 《梁書·卷17》，出自姚思廉《梁書》